# Ma vie commence en Malaisie
Pour plus de détails, voir Fiche technique et Distribution.
Ma vie commence en Malaisie (A Town Like Alice) est un film britannique réalisé par Jack Lee, sorti en 1956.

## Synopsis
Londres après la Seconde Guerre mondiale. Jean Paget, une jeune femme, apprend d'un notaire qu'elle est bénéficiaire d'un important héritage. Lorsqu'on lui demande ce qu'elle va en faire, elle répond qu'elle a décidé d'aller en Malaisie pour construire un puits dans un petit village. Là-bas, elle fait en sorte que le puits soit creusé, afin que les femmes n'aient plus à aller aussi loin. Elle se remémore sa vie dans ce village pendant la guerre.
Kuala Lumpur en 1942. Jean travaille dans un bureau lorsque les Japonais envahissent la Malaisie. Elle est faire prisonnière et se retrouve avec un groupe de femmes et d'enfants, la seule à parler malais couramment. Mais les Japonais se contentent de faire marcher le groupe de village en village, et les efforts demandés viennent à bout de nombreuses personnes. Jean arrive à survivre car elle est prête à vivre comme les autochtones.
Le groupe rencontre un jeune soldat australien, le sergent Joe Harman, lui aussi prisonnier et utilisé comme chauffeur de camion par les Japonais. Joe et Jean se lient d'amitié, il lui parle d'Alice Springs, la ville où il a grandi. Épouvanté par le sort réservé aux femmes, il vole de la nourriture et des médicaments pour les aider. Lorsque le vol est découvert, Harman se dénonce pour sauver Jean et le reste du groupe. Il est crucifié à un arbre et laissé là par les soldats. Les prisonnières, qui le croient mort, sont emmenées ailleurs.
Pour les humilier, les Japonais ne laissent de garde qu'un vieux sergent. Le groupe se lie d'amitié avec lui, même s'ils ne peuvent pas vraiment communiquer. On l'aide à porter son sac, voire son fusil, quand il est malade. Lorsqu'il meurt d'épuisement, Jean demande aux anciens du village si le groupe peut rester en travaillant dans les rizières, et en ne demandant en échange que de la nourriture et un endroit où dormir. Ils acceptent et le groupe vit ainsi dans le village pendant trois ans, jusqu'à la fin de la guerre.
De retour dans le présent, Jean apprend par ceux qui creusent le puits que Joe a survécu et est retourné en Australie. Elle décide se s'y rendre pour le retrouver, elle va à Alice Springs, où Joe a vécu avant la guerre, et est impressionnée par la qualité de vie dans cette ville. Elle se rend ensuite dans le Queensland, où Joe travaille. Mais pendant ce temps Joe a aussi appris que Jean avait survécu et il est parti à Londres pour la retrouver. Ils finiront par être réunis à Alice Springs.

## Fiche technique
- Titre original : A Town Like Alice
- Titre français : Ma vie commence en Malaisie
- Réalisation : Jack Lee
- Scénario : W.P. Lipscomb, Richard Mason, d'après le roman de Nevil Shute
- Direction artistique : Alex Vetchinsky
- Photographie : Geoffrey Unsworth
- Son : Geoffrey Daniels, Gordon K. McCallum
- Montage : Sidney Hayers
- Musique : Mátyás Seiber
- Production : Joseph Janni
- Production exécutive : Earl St. John
- Société de production : The Rank Organisation Film Productions, Vic Films
- Société de distribution : J. Arthur Rank Film Distributors
- Pays d'origine :  Royaume-Uni
- Langue originale : anglais
- Format : Noir et blanc  — 35 mm — 1,66:1 — son mono
- Genre : Film dramatique, Film de guerre
- Durée : 117 minutes
- Dates de sortie : 
  - Royaume-Uni : 1er mars 1956
  - France : 13 mars 1957

## Distribution
- Virginia McKenna : Jean Paget
- Peter Finch : Joe Harman
- Kenji Takaki : le sergent japonais
- Trần Văn Khê : Capitaine Sugaya
- Jean Anderson : Miss Horsefall
- Marie Lohr : Mme Dudley Frost
- Maureen Swanson : Ellen
- Renee Houston : Ebbey
- Nora Nicholson : Mme Frith
- Eileen Moore : Mme Holland
- John Fabian : M. Holland
- Vincent Ball : Ben
- Tim Turner : le sergent britannique

## Distinctions

### Nominations
- BAFTA 1957 : British Academy Film Award du meilleur film et British Academy Film Award du meilleur film britannique